# Iglesia de Santa Marina (Cañaveral de León)
La iglesia parroquial de Santa Marina es un templo católico ubicado en la localidad española de Cañaveral de León, provincia de Huelva.

## Historia y descripción
La iglesia está enclavada en el núcleo primitivo de la población onubense de Cañaveral de León, entre las actuales calles Cinco Villas e Iglesia.
Construida en el siglo XV, y remodelada en el siglo XVIII, su origen se atribuye a la orden de Santiago que desarrollaba en ese territorio onubense la colonización, de ahí la advocación a Marina de Aguas Santas, santa de origen gallego que es, además, la patrona de la localidad. La primera remodelación está datada en 1494 y la primera ampliación se fija a finales del siglo XVI, coincidiendo en el tiempo con la concesión del título de villa a la localidad. En 1717 se realizó una segunda ampliación gracias a las disposiciones testamentarias de Diego Dávila Mesía y Guzmán, tercer marqués de Leganés, fallecido en 1711. Finalmente la comunidad afrontó algunas mejoras en el siglo XIX y principios del siglo XX.
Después ha sufrido numerosas trasformaciones que han desvirtuado sus características primitivas. No obstante, el templo, edificio de gran sencillez, destaca tanto por su relación con el conjunto de iglesias mudéjares de la Sierra Norte de Sevilla y Huelva, como por su significado dentro del casco histórico de dicha población. Los bienes muebles de la iglesia se perdieron o destruyeron durante la guerra civil española.
El templo presenta planta rectangular con una sola nave y ábside recto. En el interior, la nave se encuentra dividida en cuatro tramos iguales, articulados mediante ocho pilares rectangulares que crean capillas hornacinas de escasa profundidad. Cada uno de estos tramos se cubre con bóveda de cañón con lunetos separados por arcos fajones. Al margen de las características señaladas conviene mencionar la existencia de varias estancias adosadas al muro del evangelio, una de las cuales es usada como sacristía. En el muro de la epístola, y a los pies de la nave, se encuentra la capilla bautismal.
El presbiterio, que es considerado la parte más antigua del inmueble, se caracteriza por ser el doble de ancho que el resto de los tramos de la nave, y por presentar bóveda nervada de terceletes.
Del exterior del inmueble únicamente cabe resaltar la existencia de dos portadas. La principal, ubicada a los pies del templo, se resuelve por medio de un cuerpo central con arco de medio punto que se adelanta a la línea de fachada. El vano de acceso al templo, que queda cobijado por dicho cuerpo, es también de medio punto, y sobre él aparece un óculo que permite la iluminación de la nave. Todo el conjunto de la portada se encuentra rematado por una espadaña de dos cuerpos. La portada secundaria, ubicada en el lado de la epístola se compone de un vano de medio punto entre pilastras toscanas. Sobre ellas aparece un sencillo entablamento y frontón triangular, de líneas quebradas.

## Estatus patrimonial
La Iglesia parroquial de Santa Marina de Cañaveral de León es un inmueble inscrito con carácter genérico en el Catálogo General del Patrimonio Histórico Andaluz por Resolución de 19 de agosto de 1996, de la Dirección General de Bienes Culturales de la consejería de Cultura de la Junta de Andalucía y goza del nivel de protección establecido para dichos bienes en la Ley 14/2007, de 26 de noviembre, del Patrimonio Histórico de Andalucía,.